# Charles de Grimaldi d'Antibes
Charles de Grimaldi d'Antibes (né à Cagnes le 15 novembre 1705, mort à Ollioules 10 mars 1770), ecclésiastique, fut évêque de Rodez de 1746 à 1770.

## Biographie
Charles ou parfois Jean-Charles Grimaldi d'Antibes est le fils d'Honoré III Grimaldi d'Antibes et de Marguerite de Villeneuve. Sa famille issue des marquis de Cagnes est une lignée cadette de la famille Grimaldi des princes de Monaco. Il est l'oncle de Louis-André de Grimaldi évêque du Mans, un cousin éloigné de François Honoré de Grimaldi archevêque de Besançon, mais un simple homonyme du cardinal Girolamo Grimaldi-Cavalleroni archevêque d'Aix. 
Pourvu en commende de l'abbaye de La Grâce-Dieu, prieur commendataire de Noyers-sur-Jabron et de Saint-Maixent en Poitou, il devient aumônier du roi, vicaire général et grand archidiacre de l'archidiocèse de Rouen. 
Il est désigné comme évêque de Rodez le 11 septembre 1746, confirmé le 19 décembre, il est consacré en janvier 1747 par l'archevêque de Rouen et cardinal Nicolas de Saulx-Tavannes. Il meurt à Ollioules en mars 1770.